# Горячая зона (телесериал)
Горячая зона (англ. The Hot Zone) — американский научно-фантастический драматический сериал-антология. Премьера первого сезона состоялась 27 мая 2019 года, второго — 28 ноября 2021 года.

## Сюжет
Первый сезон рассказывает о событиях, связанных с лихорадкой Эбола в 1989 году, а также о проникновении этого вируса на территорию США. В центре событий показана работа вирусологов, с какими опасностями им приходится сталкиваться, а также влияние вируса на людей и живые организмы.
Второй сезон рассказывает о письмах со спорами сибирской язвы.

## В ролях

### Основной состав
- Джулианна Маргулис — полковник Нэнси Джакс, армейский ветеринарный патологоанатом
- Ноа Эммерих — полковник Джерри Джакс, армейский ветеринарный врач
- Лиам Каннингем — Уэйд Картер, вирусолог
- Тофер Грейс — доктор Питер Ярлинг, вирусолог
- Джеймс Д’Арси — Тревор Роудс, глава ЦКЗ

### Второстепенный состав
- Пол Джеймс — Бен Гиллис
- Ник Сирси — Фрэнк Мэйс
- Роберт Уиздом — полковник Вернон Такер
- Роберт Шон Леонард — Уолтер Хамбольдт
- Грейс Гаммер — Мелинда Роудс
- Ленни Платт — капитан Кайл Ормонд

## Критика
Сериал получил положительные отзывы кинокритиков. На Rotten Tomatoes у него 90 % на основе 29 рецензий. На Metacritic — 69 баллов из 100 на основе 12 рецензий.